# Zagłada domu Usherów (miniserial)
Zagłada domu Usherów to serial grozy wyreżyserowany przez Mike'a Flanagana; luźno oparty na noweli o tym samym tytule napisanej przez Edgara Allan Poego. 
Serial miał premierę 12 października 2023 w serwisie Netflix.

## Fabuła
Skorumpowany dyrektor generalny firmy farmaceutycznej musi stawić czoła swej przeszłością, gdy jego dzieci zaczynają umierać jedno po drugim.

## Obsada

### Pierwszoplanowi
- Carla Gugino jako Verna, postać nawiązująca do wiersza Kruk; część innych postaci też nawiązuje do utworów Poego
- Bruce Greenwood i Zach Gilford jako Roderick Usher, brat Madeline
  - Graham Verchere jako nastoletni Roderick
  - Lincoln Russo jako mały Roderick
- Mary McDonnell i Willa Fitzgerald jako Madeline Usher, siostra bliźniaczka Rodericka
  - Lulu Wilson jako nastoletnia Madeline
  - Kate Whiddington jako mała Madeline
- Henry Thomas jako Frederick Usher, najstarszy syn Rodericka[2]
  - William Kosovic jako młody Frederick Usher
- Kate Siegel jako Camille L'Espanaye, jedno z nieślubnych dzieci Rodericka[2]
- Rahul Kohli jako Napoleon „Leo” Usher, jedno z nieślubnych dzieci Rodericka[2]
- Samanta Sloyan jako Tamerlane Usher, najstarsza córka[2]
- T'Nia Miller jako Victorine LaFourcade, najstarsza z nieślubnych dzieci[2]
- Michael Trucco jako Rufus Griswold
- Katie Parker jako Annabel Lee, pierwsza żona Rodericka
- Sauriyan Sapkota jako Prospero „Perry” Usher, najmłodszy z nieślubnych dzieci Rodericka[2]
- Matt Biedel jako William „Bill-T” Wilson[2]
- Crystal Balint jako Morelle Usher[2]
- Ruth Codd jako Juno Usher, druga żona Rodericka[2]
- Kyliegh Curran jako Lenore Usher[2]
- Carl Lumbly jako C. Auguste Dupin
  - Malcolm Goodwin jako młody C. Auguste Dupin
- Mark Hamill jako Arthur Pym[2]

### Drugoplanowi
- Annabeth Gish jako Eliza Usher, matka Rodericka i Madeline
- Robert Longstreet jako William Longfellow
- Paola Núñez jako dr Alessandra „Al” Ruiz[2]
- Igby Rigney jako Toby, asystent Camille
- Aya Furukawa jako Tina, asystentka Camille
- Daniel Jun jako Julius
- Sarah-Jane Redmond jako pani Longfellow, żona Williama
- Nicholas Lea jako sędzia John Neal
- Molly C. Quinn jako Jenny
- JayR Tinaco jako Faraj

## Odcinki
| Nr | Tytuł                       | Polski tytuł              | Reżyseria         | Scenariusz                            | Premiera             |
| -- | --------------------------- | ------------------------- | ----------------- | ------------------------------------- | -------------------- |
| 1  | A Midnight Dreary           | Głucha północ             | Mike Flanagan     | Mike Flanagan                         | 12 października 2023 |
| 2  | The Masque of the Red Death | Maska czerwonego moru     | Mike Flanagan     | Emmy Grinwis i Mike Flanagan          | 12 października 2023 |
| 3  | Murder in the Rue Morgue    | Zabójstwo przy Rue Morgue | Michael Fimognari | Justina Ireland i Mike Flanagan       | 12 października 2023 |
| 4  | The Black Cat               | Czarny kot                | Michael Fimognari | Matt Johnson i Mike Flanagan          | 12 października 2023 |
| 5  | The Tell-Tale Heart         | Serce oskarżycielem       | Mike Flanagan     | Dani Parker                           | 12 października 2023 |
| 6  | Goldbug                     | Złoty żuk                 | Mike Flanagan     | Rebecca Leigh Klingel i Mike Flanagan | 12 października 2023 |
| 7  | The Pit and the Pendulum    | Studnia i wahadło         | Michael Fimognari | Jamie Flanagan i Mike Flanagan        | 12 października 2023 |
| 8  | The Raven                   | Kruk                      | Michael Fimognari | Mike Flanagan i Kiele Sanchez         | 12 października 2023 |

## Produkcja
W październiku 2021 roku Netflix ogłosił, że Mike Flanagan pracuje nad nowym miniserialem opartym na Zagładzie domu Usherów i innych dziełach Edgara Allana Poego. W grudniu 2021 roku ogłoszono, że członkami obsady będą m.in. Frank Langella, Carla Gugino, Mary McDonnell i Mark Hamill. Później na miejsce Langelli obsadzono jednak Bruce'a Greenwooda.
Zdjęcia rozpoczęły się 31 stycznia 2022 w Vancouver w Kanadzie i zakończyły 9 lipca tego samego roku.

## Premiera
Pierwsza dwa odcinki zadebiutowała na Fantastic Fest we wrześniu 2023 roku. Jednak cały serial miał premierę na Netflixie 12 października 2023.

## Recenzje
W witrynie agregującej recenzje, Rotten Tomatoes, 90% z 99 recenzji krytyków uznano za pozytywne, a średnia ocen wyniosła 7,9/10. W konkurencyjnym Metacritiku średnia ważona ocenę z 32 recenzji krytyków wyniosła 73 na 100.